# Församlingshemmet Ugglan
Församlingshemmet Ugglan, hus i centrala Lund ritat av Alfred Arwidius som ligger på hörnet Råbygatan-Södra Esplanaden. Byggdes 1901 som församlingshem för Lunds domkyrkoförsamling, men församlingen har sedermera flyttat till församlingshemmet Sankt Mikael på Kiliansgatan. Istället används huset av Pastoralinstitutet i Lund och Diakonicentralen.